# آنا فان دير كامب
آنا فان دير كامب هي مجدفة كندية، ولدت في 19 يونيو 1972 في أبوتسفورد في كندا.

## وصلات خارجية
- آنا فان دير كامب على موقع الاتحاد الدولي للتجديف (الإنجليزية)
- آنا فان دير كامب على موقع اللجنة الأولمبية الدولية (الإنجليزية)
- آنا فان دير كامب على موقع أوليمبيديا (الإنجليزية)
- آنا فان دير كامب على موقع اللجنة الأولمبية الكندية (الإنجليزية)